# Zieleniewo (powiat choszczeński)
Zieleniewo (niem. Sellnow) – wieś sołecka w Polsce położona w województwie zachodniopomorskim, w powiecie choszczeńskim, w gminie Bierzwnik. W latach 1975–1998 miejscowość administracyjnie należała do województwa gorzowskiego. W roku 2007 wieś liczyła 414 mieszkańców.
W skład sołectwa wchodzą: osada Zdrójno, kolonia Zgorzel, przysiółek Malczewo i leśniczówki Czapliska i Dołżyna.

## Geografia
Wieś leży ok. 9 km na północ od Bierzwnika, nad jeziorem Łąkie, między Bierzwnikiem a Choszcznem, przy drodze wojewódzkiej nr 160, ok. 500 m na wschód od jeziora Pławno Małe.

## Historia
Wieś założona w XIII wieku, kiedy to margrafowie fundując konwent Cysterek w Reczu, nadali mu wiele posiadłości i wsi, wśród nich również wieś Selmow, wraz z przyległym jeziorem i młynami. W owym czasie we wsi istniał już kościół. Po kasacji zakonów w poł. XVI wieku, zdawnych dóbrz klasztornych utworzono domeny państwowe. Zieleniewo weszło w skład domeny w Bierzwniku i pozostało w niej do końca XIX wieku. W 1809 r. wieś liczyła 60 łanów, 462 mieszkańców żyło w 80 domach.

## Zabytki
Do wojewódzkiego rejestru zabytków wpisany jest:
- kościół parafialny pod wezwaniem św. Jadwigi Śląskiej z XIII wieku, przebudowany w 1906 r., należący do dekanatu Drawno, archidiecezji szczecińsko-kamieńskiej, metropolii szczecińsko-kamieńskiej.

## Kultura i sport
W Zieleniewie znajduje się szkoła podstawowa oraz filie Gminnej Biblioteki Publicznej i Gminnego Ośrodka Kultury i Sportu w Bierzwniku.
Klub sportowy we wsi należący do Ludowych Zespołów Sportowych to "Wiktoria" Zieleniewo.